# Recettore (biochimica)

Schema di un recettore di membrana: il ligando (verde) lega il recettore (arancione), determinandone una modifica conformazionale che attiva dei sistemi di trasduzione intracellulari del segnale (rosso)

In biochimica, per recettore s'intende una proteina cellulare in grado di riconoscere un agonista (endogeno o esogeno) come peptidi o ormoni o molecola gassosa, instaurare con esso un legame altamente specifico e dare inizio alla catena di eventi biochimici che determinano poi uno o più effetti biologici.
Esistono diverse definizioni di recettore:
- in biologia e medicina, il termine "recettore" fa riferimento a qualsiasi struttura in grado di reagire a sollecitazioni specifiche, sviluppando una reazione caratteristica;
- in immunologia, un recettore è una struttura di membrana in grado di reagire con l'antigene;
- in farmacodinamica, il recettore è una macromolecola coinvolta nella trasmissione chimica dei segnali nella cellula, o fra una cellula e l'altra, che si può trovare sulla superficie della membrana cellulare o all'interno del citoplasma;
- in biologia molecolare, si tratta di particolari siti recettivi della membrana cellulare o delle strutture subcellulari, in grado di reagire specificamente;
- in neurofisiologia, il termine indica strutture nervose, morfologicamente ben definite e di varia complessità, capaci di ricevere gli stimoli provenienti dall'esterno o dall'interno dell'organismo, e di trasdurli in impulsi nervosi da inviare ai centri superiori.

## Tipologie di recettori
I recettori possono essere suddivisi in due grandi famiglie, a seconda della loro localizzazione cellulare:
1. recettori transmembrana
  - recettori ionotropici o recettori-canale, tra cui:
    - recettore colinergico nicotinico, che lega il neurotrasmettitore acetilcolina
    - recettore del GABA di tipo A e C
    - recettori della serotonina del tipo 5-HT3
    - recettori sigma (δ)
    - recettore della glicina
    - recettore del glutammato
      - recettore AMPA
      - recettore NMDA

  - recettori metabotropici
    - recettori accoppiati a proteine G, tra cui:
      - recettore colinergico muscarinico, che lega il neurotrasmettitore acetilcolina
      - recettori adrenergici, che legano le catecolammine (adrenalina e noradrenalina)
      - recettore del GABA di tipo B
      - recettori della serotonina del tipo 5-HT1 5-HT2 e altri
      - recettori della dopamina
      - recettori dell'istamina
      - recettore dei cannabinoidi
      - recettore degli oppioidi
      - recettore dell'angiotensina
      - recettore della colecistochinina
      - recettore dei leucotrieni
      - recettore della rodopsina
      - recettore della somatostatina
      - recettori attivati da proteasi PAR
      - probabilmente molti altri ancora non definiti

    - recettori tirosin chinasici, tra cui:
      - recettore dell'EGF (fattore di crescita epidermico)
      - recettore dell'IGF-1
      - recettore dell'eritropoietina
      - recettori per le citochine, definiti anche recettori accoppiati a chinasi, di struttura e meccanismo d'azione simili a quelli dei recettori tirosin chinasici, ma la cui attività è mediata da una chinasi cellulare.
      - recettori guanilil-ciclasi, ad attività guanilato-ciclasica, poco rappresentati negli organismi superiori:
        - recettore del peptide natriuretico
        - recettore della guanilinaRecettore transmembrana: E = spazio extracellulare; I = spazio intracellulare; P = membrana plasmatica
2. recettori intracellulari
  - citosolici, tra cui:
    - recettore dei glucocorticoidi
    - recettore dei mineralcorticoidi

Recettore transmembrana: E = spazio extracellulare; I = spazio intracellulare; P = membrana plasmatica

    - gasorecettore per il monossido di azoto

  - nucleari, tra cui:
    - recettore della vitamina D
    - recettore degli ormoni tiroidei
    - recettore degli ormoni steroidei
    - recettore dell'acido retinoico
    - gasorecettore per il monossido di carbonio

## Caratteristiche generali
Un recettore è una proteina in grado di formare complessi molecolari reversibili con determinate sostanze, che prendono il nome di ligandi, in siti specifici detti siti di legame. Nel caso di alcuni farmaci, tale legame può essere permanente. Il legame con il ligando determina un cambiamento conformazionale nella proteina, il quale innesca un segnale o una serie di segnali a cascata. L'interazione tra il recettore e il ligando è la chiave della maggior parte dei processi biologici (es. allosterismo, trasporto, trasduzione del segnale, regolazione della trascrizione e della traduzione, ecc.). Nel caso dei gasorecettori per il monossido di azoto o il monossido di carbonio, il legame gassoso avviene tramite il gruppo eme. Nel caso del gasorecettore dell'etilene nelle piante, il legame del gas avviene tramite ioni rame.
Nei recettori ionotropi, le funzioni di recettore e trasduttore del segnale ricadono sulla stessa proteina e i recettori enzimo-associati presentano siti di legame extracellulari. Nei recettori intracellulari, invece, la proteina recettore è spesso legata a un complesso inibitore che può spostarsi all'interno della cellula.

### Legame proteina/ligando
Il legame tra recettore e il ligando può essere covalente, ionico, a idrogeno o di Van der Waals, e segue la reazione:
{\displaystyle {\ce {proteina (P) + ligando(L) <=>>[k+1][k-1] complesso (PL)}}}
soggetta all'equilibrio di legame le cui costanti cinetiche di associazione ({\displaystyle K_{a}}) e di dissociazione ({\displaystyle K_{d}}) definiscono l'affinità fra le due molecole. Nello specifico, {\displaystyle K_{d}}, chiamata anche concentrazione di semisaturazione del ligando libero, rappresenta la concentrazione di ligando a cui metà dei siti di legame risulta occupata: più piccola è la {\displaystyle K_{d}}, maggiore sarà la frazione di saturazione ad una stessa concentrazione di ligando.
La costante cinetica di associazione è calcolata utilizzando la formula:
{\displaystyle K_{a}=[PL]/[P]*[L]}
mentre la costante di dissociazione viene calcolata utilizzando la formula:
{\displaystyle K_{d}=[P]*[L]/[PL]}
La frazione di proteina complessata, o frazione di saturazione ({\displaystyle \theta }), varia in base alla concentrazione di ligando, per effetto della legge dell’azione di massa, seguendo una curva iperbolica:
{\displaystyle [PL]={[Ptot]*[L] \over [L]+K_{d}}}

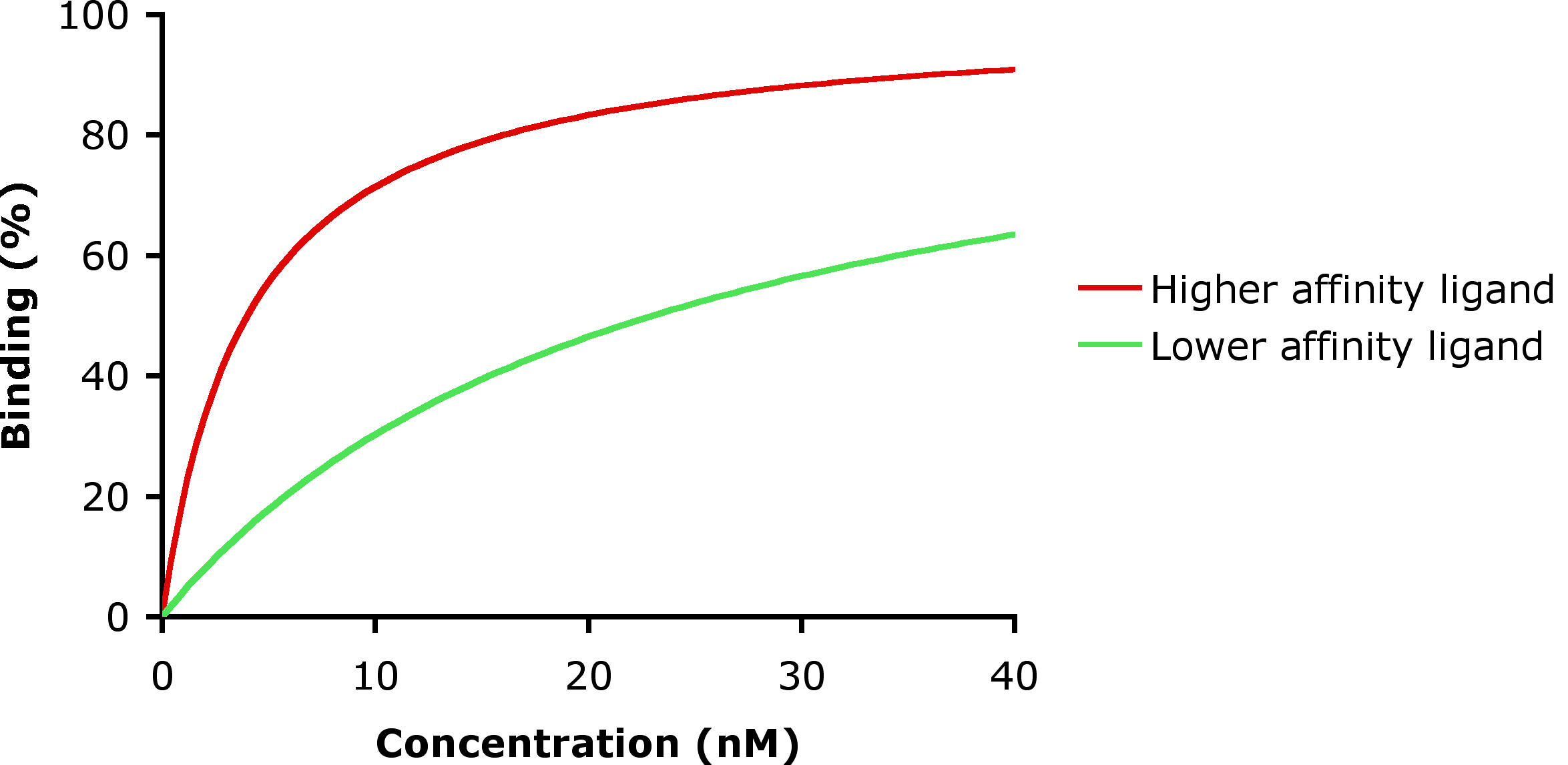
Grafico della frazione di saturazione, che corrisponde alla relazione fra la concentrazione del ligando e la concentrazione del complesso proteina/ligando, in base alla legge di azione di massa

È possibile ottenere un grafico lineare utilizzando l'analisi di Scatchard, ottenendo così la seguente relazione:
{\displaystyle {B \over F}=-{B \over K_{d}}+{n \over K_{d}}}
dove {\displaystyle B} è la concentrazione del complesso proteina/recettore, {\displaystyle F} è la quantità di ligando libero e {\displaystyle n} è il numero di siti di legame. In questo modo, è possibile creare un grafico che mette in relazione il rapporto tra la quantità di ligando legato e ligando libero ({\displaystyle B \over F}) rispetto alla quantità di ligando legato ({\displaystyle B}). Il numero di rette presenti nel grafico dipenderà dal numero e dal tipo di siti di legame presenti sul recettore.

## Modulazione delle risposte recettoriali
Essendo il sistema ligando-recettore un equilibrio dinamico, le cui condizioni sono continuamente regolate dalle stesse interazioni ligando-recettoriali, la carenza, l'eccesso o la sovraesposizione del recettore al ligando possono perturbare la risposta ed il segnale generati dal recettore.
La modulazione della trasduzione del segnale avviene a quattro distinti livelli di controllo:
- Ricaptazione e retroazione: il ligando, una volta distaccatosi dal suo recettore, può essere ricaptato dalla cellula che lo ha rilasciato. La quantità di ligando ricaptato regola il rilascio successivo di ligando stesso: se la quantità ricaptata è insufficiente, verrà sintetizzato altro ligando, mentre se la quantità ricaptata è eccessiva, verrà diminuito il rilascio di ligando.
- Fosforilazione: questo segnale agisce a livello dell'interazione ligando-recettore. Le cellule, mediante processi di fosforilazione e defosforilazione recettoriale, sono in grado di modulare l'affinità del recettore per il ligando. Di solito, la fosforilazione del recettore induce una modificazione conformazionale nel recettore stesso, il quale perde affinità per il proprio ligando. L'interazione è più breve, più difficile o meno duratura, perciò la risposta generata è minore.
- Desensitizzazione, downregulation (sottoregolazione) e upregulation (sovraregolazione). La desensitizzazione è il passo che precede la downregulation. I recettori, ancora tutti presenti a livello della membrana, perdono la capacità di trasdurre il segnale. A questo fa seguito la sottoregolazione: i recettori vengono legati da proteine (come la clatrina) e inglobati in specifiche vescicole all'interno della membrana. Tale processo viene definito internalizzazione e ha la funzione di diminuire il numero di recettori che possono legarsi al ligando, senza però distruggere il recettore stesso. Poi, all'occorrenza, i recettori potranno essere velocemente esposti sulla membrana, evitando così il bisogno di sintetizzarne di nuovi. All'opposto della downregulation, si definisce la upregulation: in mancanza o in difetto di ligando, la cellula espone tutti i suoi recettori nel tentativo di captare tutto il ligando possibile.
- Ultimo livello di controllo è la modulazione di secondi messaggeri, particolarmente importante nei recettori metabotropici. Variando l'attività di secondi messaggeri, è possibile regolare la risposta. L'adenilciclasi sintetizza cAMP, che è un secondo messaggero. L'attivazione di fosfodiesterasi porta alla degradazione del cAMP e, di riflesso, riduce la possibilità di trasdurre il messaggio.

## Recettori come bersagli dei farmaci
Molto spesso, il farmaco è analogo al substrato di un enzima e si comporta come antagonista, inibendo l'azione del substrato naturale in maniera irreversibile (l'aspirina sulla cicloossigenasi) o reversibile (es.: la neostigmina sull'acetilcolinesterasi).
Le due concezioni, quindi, sono leggermente diverse:
- nel primo caso, il recettore sovente si trova inserito in una membrana cellulare, che sia quella plasmatica, mitocondriale o nucleare;
- nel secondo caso, può anche trattarsi di un enzima o di altre molecole solute (ad esempio, quelle presenti nel sangue).

### Esempi di recettori per farmaci comuni
| Recettori                                  | Agonisti                | Antagonisti                                          |
| ------------------------------------------ | ----------------------- | ---------------------------------------------------- |
| Colinergico nicotinico                     | Acetilcolina, nicotina  | Tubocurarina, {\displaystyle \alpha }-bungarotossina |
| {\displaystyle \beta }-adrenergico         | Noradrenalina           | Propranololo                                         |
| Istaminergico ({\displaystyle H_{1}})      | Istamina                | Mepiramina                                           |
| Istaminergico ({\displaystyle H_{2}})      | Impromidina             | Ranitidina                                           |
| Oppiaceo ({\displaystyle \mu })            | Morfina                 | Naloxone                                             |
| 5-{\displaystyle HT_{2}} (serotoninergico) | 5-HT (serotonina)       | Ketanserina                                          |
| Dopaminergico ({\displaystyle D_{2}})      | Dopamina, bromocriptina | Clorpromazina                                        |
| Insulina                                   | Insulina                | Sconosciuto                                          |
| Estrogeni                                  | Etinilestradiolo        | Tamoxifene                                           |
| Progesterone                               | Noretisterone           | Danazolo                                             |